# Peter Brabrook
Peter Brabrook (ur. 8 listopada 1937 w Londynie, zm. 10 grudnia 2016 w Basildon) – angielski piłkarz, reprezentant kraju, uczestnik mistrzostw świata w Szwecji (1958).
Początkowo występował w Chelsea. W 1955 zdobył z nią mistrzostwo Anglii (w mistrzowskim sezonie zagrał w trzech meczach). W tym samym roku sięgnął po Tarczę Wspólnoty – w spotkaniu z Newcastle United wystąpił przez pełne 90 minut. Łącznie w londyńskim zespole rozegrał 271 meczów i strzelił 57 goli. W 1962 przeszedł do West Hamu United. Dwa lata później wywalczył z nim puchar Anglii i Tarczę Wspólnoty. Ponadto w sezonie 1964/1965 zdobył Puchar Zdobywców Pucharów (w finałowym meczu z TSV 1860 Monachium nie zagrał). Karierę piłkarską zakończył będąc graczem Orient.
W 1958 roku uczestniczył w mistrzostwach świata w Szwecji – zagrał w przegranym 0:1 meczu ze Związkiem Radzieckim; był to jego debiut w reprezentacji Anglii. Następnie wystąpił w spotkaniach z Irlandią Północną (1958) oraz Hiszpanią (1960) – to jego ostatnie pojedynki w barwach narodowych.